# Saint-Julien-Mont-Denis
Saint-Julien-Mont-Denis – miejscowość i gmina we Francji, w regionie Owernia-Rodan-Alpy, w departamencie Sabaudia.
Według danych na rok 1990 gminę zamieszkiwało 1716 osób, a gęstość zaludnienia wynosiła 52 osób/km² (wśród 2880 gmin regionu Rodan-Alpy Saint-Julien-Mont-Denis plasuje się na 502. miejscu pod względem liczby ludności, natomiast pod względem powierzchni na miejscu 176.).